# Associazione Fascista Calcio Mestre 1943-1944
Questa voce raccoglie le informazioni riguardanti l'Associazione Fascista Calcio Mestre nelle competizioni ufficiali della stagione 1943-1944.

## Rosa
| N. |                   | Ruolo | Calciatore       |
| -- | ----------------- | ----- | ---------------- |
|    | Italia (bandiera) | C     | Gino Aiello      |
|    | Italia (bandiera) |       | Mario Barbarino  |
|    | Italia (bandiera) |       | Bianco           |
|    | Italia (bandiera) | D     | Elio Borsetto    |
|    | Italia (bandiera) | A     | Aderente Bottara |
|    | Italia (bandiera) | C     | Umberto Camozzo  |
|    | Italia (bandiera) | C     | Vito Caon        |
|    | Italia (bandiera) | P     | Giovanni Cavasin |
|    | Italia (bandiera) |       | Luigi Colorio    |

| N. |                   | Ruolo | Calciatore         |
| -- | ----------------- | ----- | ------------------ |
|    | Italia (bandiera) | A     | Pietro Fiore       |
|    | Italia (bandiera) | P     | Enzo Fiorotto      |
|    | Italia (bandiera) |       | Bruno Franzoi      |
|    | Italia (bandiera) | A     | Rino Garanzini     |
|    | Italia (bandiera) | D     | Guerrino Girardini |
|    | Italia (bandiera) |       | Italo Marchiori    |
|    | Italia (bandiera) | A     | Nello Mason        |
|    | Italia (bandiera) | C     | Mario Moro         |